# Golgota wrocławska
Golgota wrocławska – spektakl telewizyjny Sceny Faktu Teatru Telewizji z 2008 roku w reżyserii Jana Komasy. Jego scenariusz napisany był przez historyka Krzysztofa Szwagrzyka i scenarzystę Piotra Kokocińskiego. Spektakl opowiada historię Henryka Szwajcera, skazanego w 1949 roku na śmierć w pokazowym procesie o zdradę PRL oraz odkrywanie tejże przez młodego historyka w roku 1993.

## Fabuła
Golgota wrocławska to wielowątkowy spektakl w formie filmowej, oparty na faktach. Fabuła dotyczy brutalnego śledztwa i sfingowanego procesu w latach 1948-49, podczas największego terroru komunistycznego. 45 lat później – w 1994 roku – młody nauczyciel (postać inspirowana osobą Krzysztofa Szwagrzyka – znanego historyka) pisze doktorat. Podczas pracy przez przypadek natrafia w archiwum na nigdy niewysłane listy pożegnalne skazanych na śmierć. Postanawia je wysłać, a o ofiarach m.in. autorach tych listów, zrobić wystawę, co spotyka się z ogromnymi kontrowersjami. Jednocześnie w filmie ukazane jest śledztwo toczące się w latach 1948-1949, podczas którego oficer śledczy Feliks Rosenbaum próbuje wymusić przyznanie się do fikcyjnej winy trzech podejrzanych – Henryka Szwejcera, Heinza Gerlicha i Władysława Czarneckiego. Jak się okazuje, śledztwo jest dla Rosenbauma trudniejsze niż przypuszczał. Aktorzy pracowali na autentycznych dokumentach – listach skazanych na karę śmierci. Autentyczny jest również list z pogróżkami, który dostał Krzysztof Szwagrzyk po napisaniu doktoratu. Prawdziwa jest też scena z telefonem od żony prokuratora, który zmarł wskutek wrażeń, jakie wywołała wystawa Krzysztofa.

## Obsada
- Henryk Szwejcer – Adam Ferency
- Henryk Gerlich – Marcin Sztabiński
- Krzysztof – Piotr Głowacki
- Ewa – Katarzyna Maciąg
- Władysław Czarnecki – Marcin Czarnik
- Róża Szwejcer – Kinga Preis
- Feliks Rosenbaum – Adam Woronowicz
- Uczennica Asia – Natalia Rzeźniak
- Uczeń Staszek – Łukasz Gosławski
- Uczennica Ania – Alicja Laube
- Uczennica Basia – Laura Breszka
- Archiwistka – Ewelina Paszke-Loewitsch
- Archiwista – Andrzej Gałła
- Milicjant – Paweł Wolak
- Kapitan UB – Rafał Kronenberger
- Kombatant – Lech Gwit
- Krystyna Szwejcer – Marta Jarczewska
- Alicja Szwejcer – Barbara Pigoń
- Strużyna – Teresa Sawicka
- Kapelan Szemraj – Marian Czerski
- Geolog – Piotr Łukaszczyk
- Śledczy: Jakub Kamieński, Paweł Kutny, Krzysztof Czeczot, Mirosław Haniszewski, Tomasz Cymerman
- Protokolanci, pomoc przy śledztwie – Robert Mania, Paweł Ferens, Grzegorz Szypka, Kamil Toliński, Marek Sitarski
- Prokurator WPR – Michał Majnicz
- Prokurator Lisowski – Arkadiusz Cyran
- Ubek 1 – Norbert Kaczorowski
- Ubek 2 – Michał Pieczatowski
- Felczer – Jarosław Strzała
- Sędzia Jęczmyk – Grzegorz Wojdon

## Nagrody i wyróżnienia
W 2009 roku, spektakl nominowany został do trzech nagród Złotej Nimfy (za film, reżyserię i główną rolę – dla P. Głowackiego) na festiwalu filmów telewizyjnych w Monte Carlo. Spektakl dostał również Wyróżnienie na Festiwalu Telewizyjnym w Chicago (Hugo Awards) 2009.
Na IX Festiwalu Dwa Teatry w Sopocie spektakl otrzymał Grand Prix, nagrodę aktorską dla A. Woronowicza, nagrodę za zdjęcia, oryginalny polski tekst dramatyczny i montaż, jak i Nagrodę Honorową im. Krzysztofa Zaleskiego dla twórców przedstawienia.